# Bolesław (Powiat Olkuski)
Bolesław ist ein Dorf im Powiat Olkuski der Woiwodschaft Kleinpolen in Polen. Es ist Sitz der gleichnamigen Landgemeinde mit etwa 7800 Einwohnern.

## Geschichte
Der Ort wurde im Jahr 1279 erstmals urkundlich erwähnt, als es vom Namensgeber, dem Krakauer Herzog Bolesław dem Schamhaften dem Krakauer Domkapitel verliehen wurde.
Administrativ gehörte das Dorf zum Kreis Proszowice bzw. Kraków der Woiwodschaft Krakau im Königreich Polen (ab 1569 Adelsrepublik Polen-Litauen).
Das Dorf gehörte bis zum 15. Jahrhundert zu den bischöflichen Landgütern (Herrschaft) von Sławków sowie der Pfarrei von Sławków. Ab dem 16. Jahrhundert wurde im Privatdorf Galenit gefördert, im 18. Jahrhundert noch andere Rohstoffe wie Blei (es gab eine Bleihütte) und im 19. Jahrhundert Galmei – Bolesław wurde manchmal als Teil des Industriegebiets von Zagłębie Dąbrowskie betrachtet. 1617 wurde eine private Kapelle bzw. Kirche von Marcjan Chełmski gebaut, ab 1789 Sitz einer unabhängigen Pfarrei.
Bei der dritten Teilung Polens wurde Bolesław 1795 Teil des habsburgischen Kaiserreichs. In den Jahren 1807–1815 gehörte das Dorf zum Herzogtum Warschau, 1815 bis 1918 wurde es Teil des Kongresspolens. In der Zwischenkriegszeit gehörte Bolesław zum Powiat Olkuski der Woiwodschaft Kielce.
Beim Überfall auf Polen 1939 wurde das Gebiet von den Deutschen besetzt und dem Landkreis Ilkenau im neuen „Ostoberschlesien“ zugeordnet. Die Umbenennung auf Zinkberg wurde geplant, aber nicht eingesetzt. Von 1975 bis 1998 gehörte Bolesław zur Woiwodschaft Kattowitz.

## Religion
Die römisch-katholische Pfarrei gehört zum Dekanat von Sławków des Bistums Sosnowiec.
Im Jahr 1956 kam es zu einem Konflikt zwischen den Bewohnern und dem Bischof von Kielce über den lokalen Priester, der nach ihnen ihres Geld veruntreute. 1957 übernahm ein bedeutender Teil der Bewohner eingepfarrter Dörfer die Pfarrkirche und sie gründeten eine Pfarrgemeinde der Polnisch-Katholischen Kirche (der Altkatholischen Kirche in Polen). Bolesław mit der Gegend wurde zu der bevölkerungsreichsten Gesellschaft der ganzen Kirche in Polen. Nach den Organen der Kirche wohlwollend der Volksrepublik Polen im Aufruhr nahmen ungefähr 7000 Personen teil. Nach dem Bischof Julian Pękala war Bolesław ein wichtiger Experiment für die polnisch-katholische Kirche. 1968 inspirierte der polnisch-katholischer Priester aus Bolesław Gründung der Pfarrei in nicht weit gelegenen Rokitno Szlacheckie. Erst nach dem Jahr 1973 wurde die Pfarrkirche in Bolesław mit dem Friedhof der römisch-katholischen Kirche zurückgegeben. 1984 wurde die Pfarrei in Bukowno-Wieś mit um 2000 Mitgliedern ausgeschlossen, 1988 folgte die Pfarrei in Małobądz-Krzykawka mit um 1000 Leuten. Heute ist Bolesław der Sitz des Dekanats Warschau-Łódź der Warschauer Diözese (sic!), das um 4400 Mitglieder hat. Das benachbarte Małobądz-Krzykawka (beide Ortschaften gehören der Landgemeinde Bolesław) ist dagegen der Sitz des „schlesischen“ Dekanats der Diözese Krakau-Tschenstochau, das auch die Pfarreien in Bukowno, Rokitno Schlacheckie, Strzyżowice, Libiąż, Sosnowiec und Częstochowa mit um 2500 Polnisch-Katholiken umfasst (trotz des Namens liegen alle Pfarreien im historischen Kleinpolen).

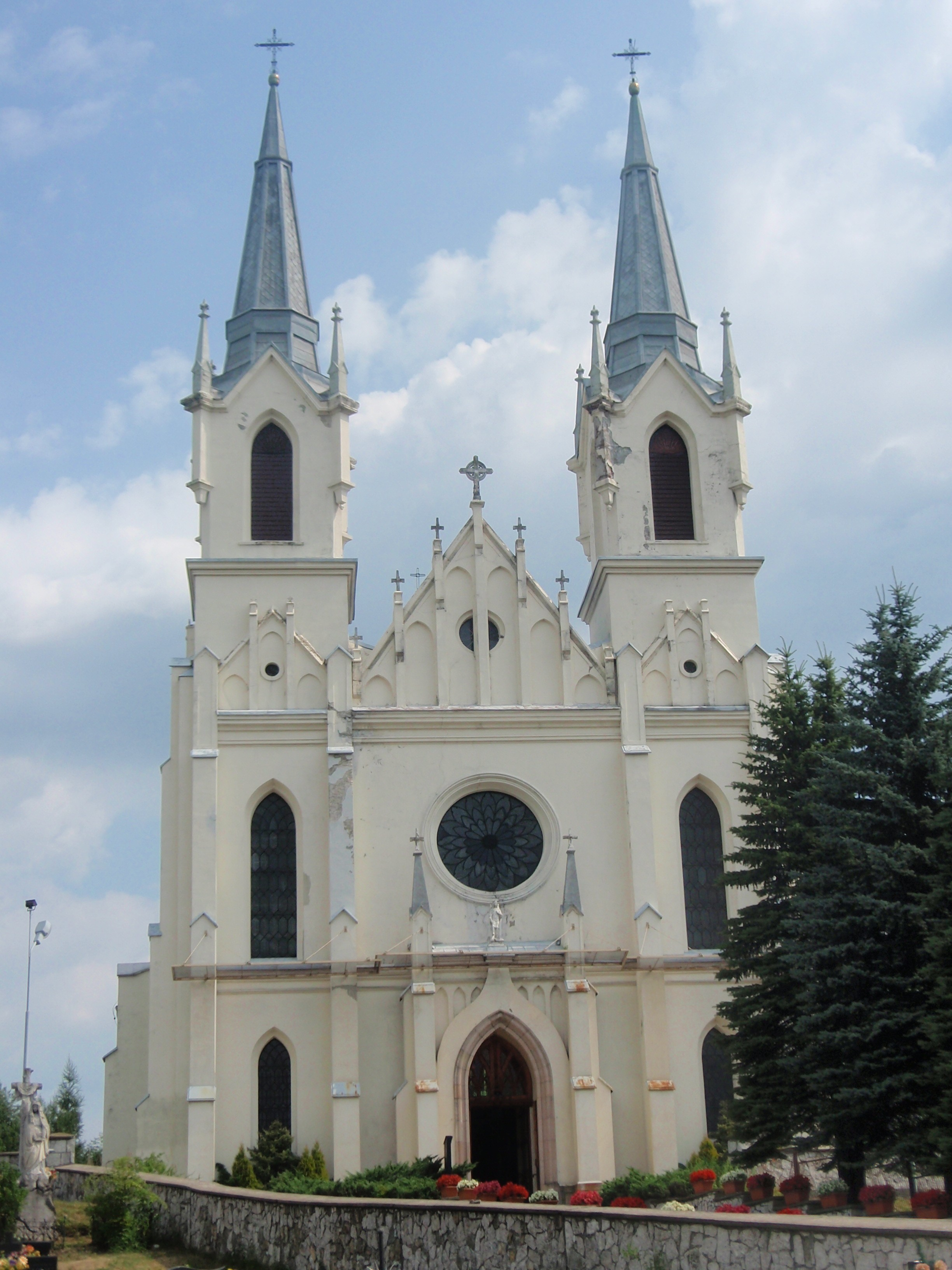
Römisch-Katholische Kirche
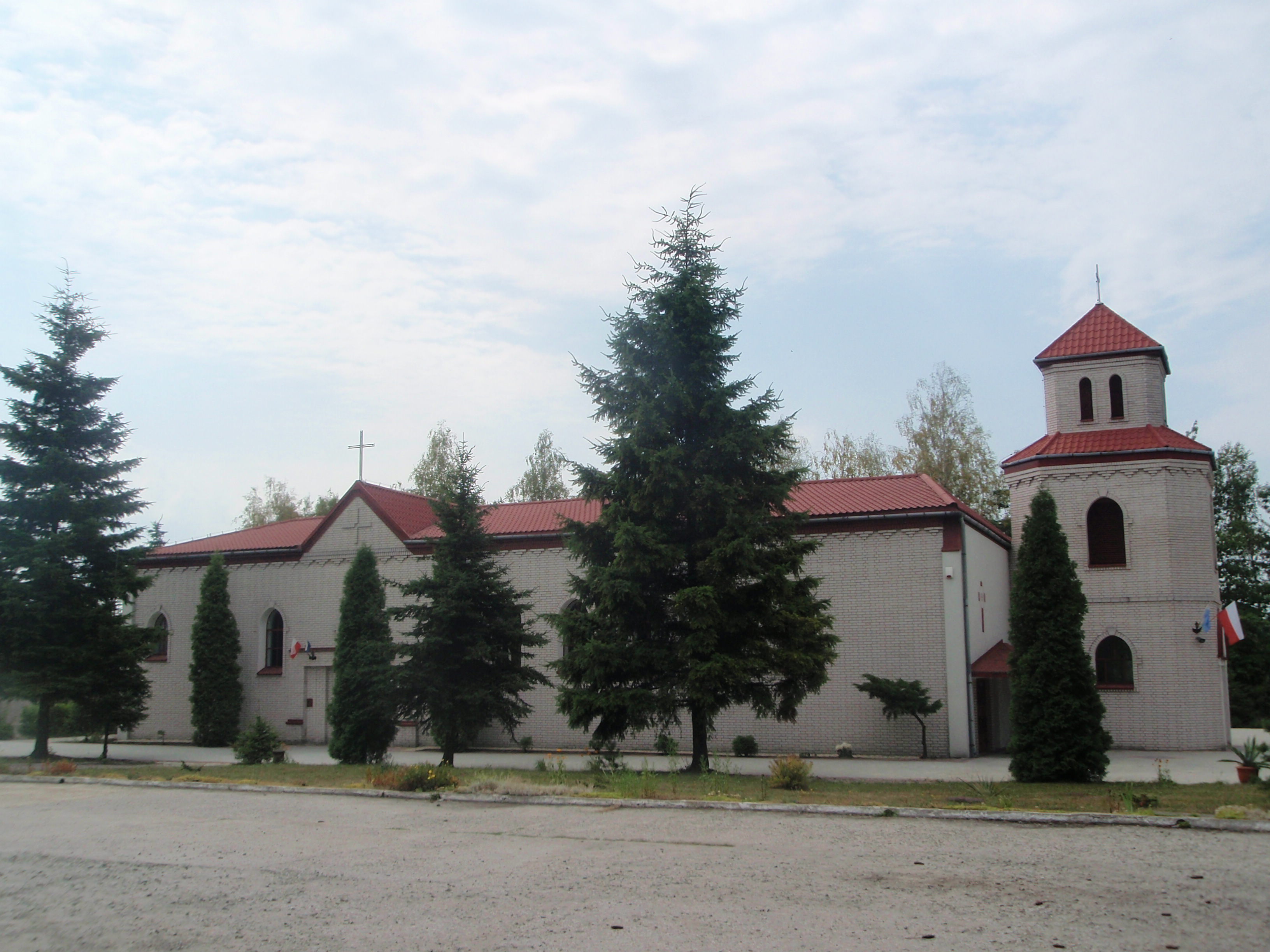
Polnisch-Katholische Kirche